# Darcy Miller
Darcy Miller (* 18. April 2004) ist ein australischer Leichtathlet, der sich auf den Diskuswurf spezialisiert hat und in dieser Disziplin 2024 Ozeanienmeister wurde.

## Sportliche Laufbahn
Erste internationale Erfahrungen sammelte Darcy Miller im Jahr 2022, als er bei den U20-Ozeanienmeisterschaften in Mackay mit einer Weite von 56,16 m die Goldmedaille mit dem leichteren 1,75-kg-Diskus gewann. Anschließend gelangte er bei den U20-Weltmeisterschaften in Cali mit 58,46 m auf den zwölften Platz. 2024 siegte er mit 52,27 m bei den Ozeanienmeisterschaften in Suva.

## Persönliche Bestleistungen
- Diskuswurf: 69,35 m, 13. April 2024 in Adelaide (Landesrekord)
- Hammerwurf: 74,88 m, 8. April 2018 in Gold Coast